# Alpheus lottini
Espèce
Alpheus lottini est une espèce de crevettes marines de la famille des Alpheidae.

## Répartition et habitat
Cette crevette est présente dans les eaux tropicales et subtropicales des océans Pacifique et Indien, au large de l'Afrique du Sud et du golfe de Californie jusqu'à la Colombie, de Madagascar, du Mozambique, en mer Rouge, en Polynésie et en Nouvelle-Calédonie, à une profondeur située entre 0 et 60 mètres. 

## Systématique
Le nom valide complet (avec auteur) de ce taxon est Alpheus lottini Guérin, 1829.
Alpheus lottini a pour synonymes :
- Alpheus laevis Randall, 1840
- Alpheus rouxii Guérin-Méneville, 1857
- Alpheus sublucanus (Forsskål, 1775)
- Alpheus thetis White, 1847
- Alpheus ventrosus H. Milne Edwards, 1837
- Cancer sublucanus Forskål, 1775
- Crangon latipes Banner, 1953